# El Milia
El Milia (în arabă الميلية) este o comună din provincia Jijel, Algeria.
Populația comunei este de 78.087 locuitori (2008).